# Endogone pisiformis
Endógone pisifórmis (лат.) — вид зигомицетовых грибов, относящийся к роду Endogone. Типовой вид рода.

## Описание
Плодовые тела мясистые, шаровидные, клубневидные или неправильной формы, до 4,5 мм в диаметре, сначала распростёртые по субстрату, затем несколько приподнятые над ним, при созревании с центральным отверстием. Окраска от бледно-жёлтой до золотисто-жёлтой, при высыхании — от беловатой до бежевой.
Перидий шерстистый, тонкий (до 60 мкм толщиной), из ценоцитных ветвистых гиф 4,8—7,5 мкм толщиной, на концах заострённых.
Глеба представлена спороносной стенкой 0,3—0,7 мм толщиной, ограничивающей срединную полость, состоит из зигоспор и густых ценоцитных гиф до 17 мкм толщиной.
Зигоспоры случайным образом разбросаны по глебе, сферические, эллиптические или неправильной формы, 31—57×35—73 мкм, во влажном состоянии жёлтые, в сухом — гиалиновые.

## Экология
Встречается на гаметофитах растений рода Sphagnum — Sphagnum capillifolium (Ehrh.) Hedw., Sphagnum squarrosum Crome, а также на разлагающейся древесине и древесной коре, на старых плодовых телах трутовых грибов.

## Название
Родовое название образовано от др.-греч. ἔνδον — «внутренний» и γόνος — «рождённый», что относится к образованию грибом репродуктивных структур внутри плодовых тел. Видовой эпитет образован от лат. pisum — «горох» и forma — «форма».

## Синонимы
- Endogone ludwigii Bucholtz, 1912
- Endogone occidentalis Kanouse, 1936
- Endogone sphagnophila G.F.Atk., 1918
- Tremella pisiformis Velen., 1922, nom. illeg.